# NuMachine
De NuMachine, of Nu Machine, was een werkstation op basis van een microprocessor dat ontworpen was om te communiceren met lokale computernetwerken. Het werd eind jaren zeventig ontwikkeld in het Laboratory for Computer Science (LCS) van het MIT door professor Steve Ward en zijn onderzoeksgroep in samenwerking met Western Digital. Het project omvatte eveneens de ontwikkeling van TRIX, een variant van het UNIX-besturingssysteem.
De NuMachine is voor het eerst commercieel ontwikkeld door Western Digital. Het project werd in 1983 verkocht aan Texas Instruments. De NuMachine was voorzien van een 10 MHz Motorola 68010-processor en een scherm met hoge resolutie. Texas Instruments liet de ontwikkeling van de NuMachine in 1985 vallen ten gunste van de TI Explorer.
De belangrijkste nalatenschap van de NuMachine was een busarchitectuur genaamd NuBus die later door Apple Computer werd overgenomen voor zijn Macintosh II en door NeXT. NuBus beïnvloedde ook het latere ontwerp van de PCI-bus. Het TRIX-besturingssysteem werd door het GNU-project gebruikt bij hun eerste poging om een kernel van een besturingssysteem uit te brengen.